# Martin Weitz

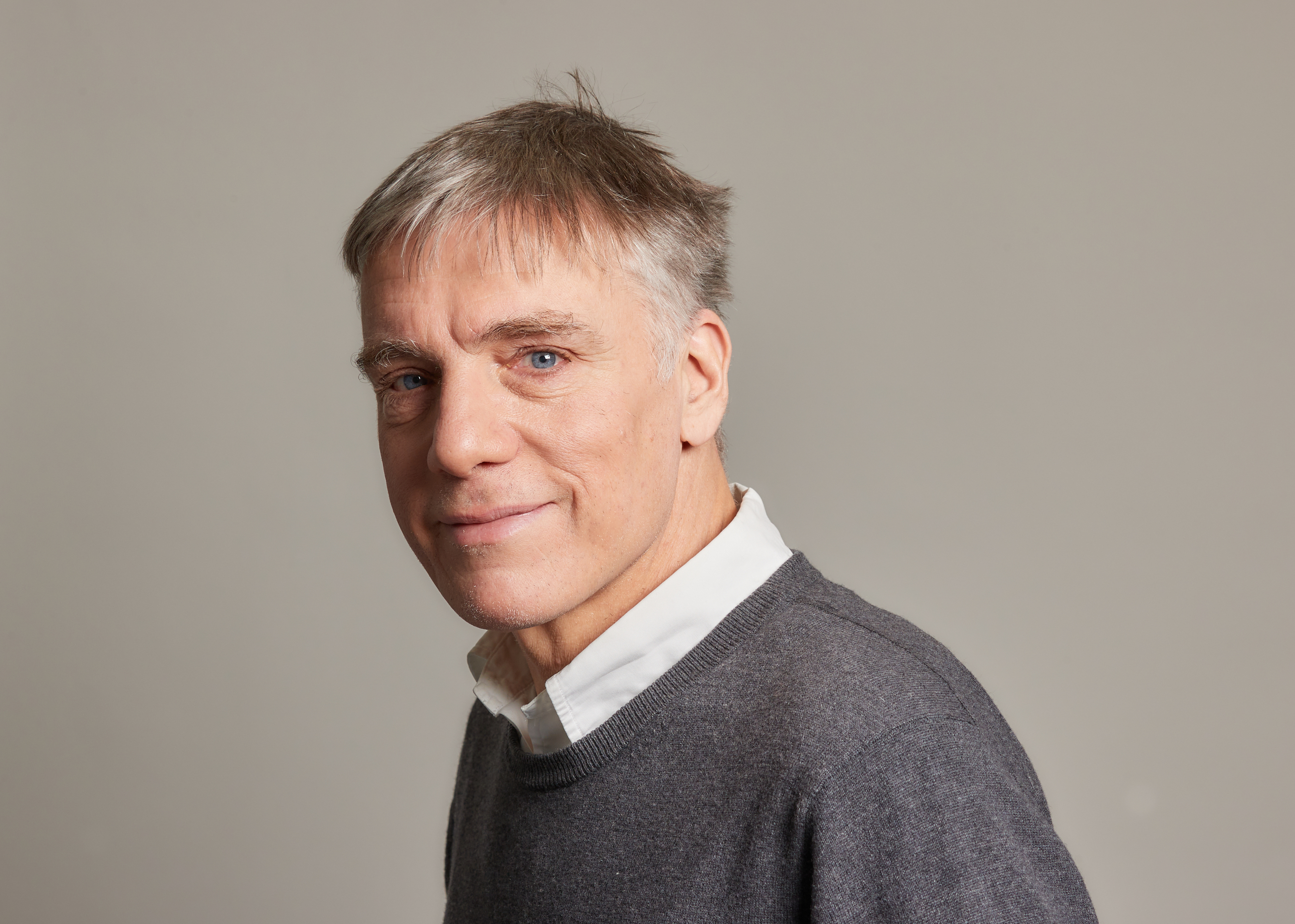
Martin Weitz (2020)

Martin Weitz (* 1964 in Mannheim) ist ein deutscher Physiker und Professor an der Universität Bonn.

## Leben
Weitz studierte an der Universität Kaiserslautern und der TU München Physik. Er wurde 1992 bei Theodor Hänsch an der LMU München mit einer Arbeit zur Präzisionsspektroskopie am Wasserstoffatom promoviert. Im Anschluss forschte er in der Arbeitsgruppe von Steven Chu an der Stanford-Universität sowie am Max-Planck-Institut für Quantenoptik. Nach seiner Habilitation wurde Weitz 2001 als Professor an die Universität Tübingen berufen, im Jahr 2006 wechselte er auf einen Lehrstuhl an der Universität Bonn.
Arbeitsgebiete von Weitz sind Quantengase aus Licht, kalte atomare Gase in optischen Gittern und Arbeiten zur Laserkühlung unter Hochdruckbedingungen. Mit seiner Bonner Arbeitsgruppe gelang ihm die Realisierung eines Bose-Einstein-Kondensat aus Photonen. Charakteristisch für diese Experimente ist die Verwendung zweidimensionaler Photonengase in mit Farbstofflösung gefüllten Mikroresonatoren.
Im Jahr 2010 erhielt Weitz gemeinsam mit Jan Klaers und Frank Vewinger einen 1. Preis des NRW-Patentwettbewerbs „Patente Erfinder“. Im Jahr 2012 wurde ihm ein ERC Advanced Grant zugesprochen.

## Schriften (Auswahl)
- mit C. Kurtscheid, D. Dung, E. Busley, F. Vewinger, A. Rosch: Thermally condensing photons into a split state of light. In: Science, 366, 2019, 894
- mit D. Dung, C. Kurtscheid, T. Damm, J. Schmitt, F. Vewinger, J. Klaers: Variable potentials for thermalized light and coupled condensates. In: Nature Photonics, 11, 2017, 565
- mit J. Schmitt, T. Damm, D. Dung, F. Vewinger, J. Klaers: Observation of grand-canonical number statistics in a photon Bose-Einstein condensate. In: Phys. Rev. Lett., 112, 2014, 030401
- mit J. Klaers, J. Schmitt, F. Vewinger: Bose-Einstein condensation of photons in an optical microcavity. In:  Nature, 468, 2010, 545
- mit T. Salger, S. Kling, T. Hecking, C. Geckeler, L. Morales-Molina: Directed transport in a Hamiltonian quantum ratchet. In:  Science, 326, 2009, 1241
- mit U. Vogl: Laser cooling by collisional redistribution of radiation. In: Nature, 461, 2009, 70
- mit B. Young, S. Chu: Atomic Interferometer based on adiabatic population transfer. In: Phys. Rev. Lett., 73,1994,  2563
- mit F. Schmidt-Kaler, T. Hänsch: Precise optical Lamb shift measurements in atomic hydrogen. In: Phys. Rev. Lett., 68, 1992, 1120